# Condado de Strafford
O Condado de Strafford (em inglês:  Strafford County) é um dos 10 condados do estado norte-americano de Nova Hampshire. A sede do condado é Dover e sua maior cidade é Rochester. Foi fundado em 1771 e o seu nome provém de William Wentworth, 2.º Earl de Strafford (1626-1695).
O condado possui uma área de 994 km², dos quais 956 km² estão cobertos por terra e 39 km² por água, uma população de 123 143 habitantes, e uma densidade populacional de 128,9 hab/km² (segundo o censo nacional de 2010). É o quarto condado mais populoso de Nova Hampshire.